# Tavşanlı
Tavşanlı ist eine Stadt und ein Landkreis der türkischen Provinz Kütahya. Die Stadt liegt etwa 45 Kilometer nordwestlich der Provinzhauptstadt Kütahya. Der heutige Name ist eine Anlehnung an den ursprünglich persischen Namen Harguş („Hase“). Allerdings ist die türkische Variante seit dem 14. Jahrhundert nachweisbar. Die im Stadtlogo manifestierte Jahreszahl (1885) dürfte ein Hinweis auf das Jahr der Erhebung zur Stadtgemeinde (Belediye) sein.

## Geographie
Der Landkreis liegt im Nordwesten der Provinz. Er grenzt im Osten an den zentralen Landkreis, im Südosten an den Kreis Aslanapa, im Süden an die Kreise Emet und Simav, im Westen an die Provinz Balıkesir, im Nordwesten an die Provinz Bursa, im Norden an den Kreis Domaniç und im Nordosten an die Provinz Bilecik.
In Tavşanlı kreuzen sich die Fernstraßen D 595, die von Simav nach Norden vorbei am İznik Gölü bis zum Golf von İzmit im Marmarameer führt, und die D 230 von Edremit an der Ägäis nach Kütahya. Durch die Stadt und den Landkreis fließt der Fluss Kocasu Deresi (auch Orhaneli Çayı), der weiter nördlich gemeinsam mit dem Alıova Çayı (auch Emet Çayı) in den See Uluabat Gölü mündet. Er wird im Süden des Landkreises zum Stausee Kayaboğazı Barajı aufgestaut. Im Westen der Stadt liegt der 1347 Meter hohe Berg Okluk Dağı.

## Verwaltung(sgeschichte)
Der Kreis (bzw. Kaza als Vorgänger) bestand schon bei Gründung der Türkischen Republik (1923) und konnte zur ersten Volkszählung 1927 auf eine Einwohnerschaft von 35.083 Einwohnern (in 112 Ortschaften auf 1325 km² Fläche) verweisen, der Verwaltungssitz Tavchanli (damalige an das französisch angelehnte Schreibweise) brachte 4688 Einwohner auf die Waage.
Neben der Kreisstadt (2020: 71,4 % der Kreisbevölkerung) liegen im Kreis noch vier weitere Belediye (Stadtgemeinden): Tunçbilek (4936), Tepecik (2782), Kuruçay (1924) und Balıköy (1815 Einw.). Des Weiteren gehören noch 87 Dörfer (Köy) mit durchschnittlich 203 Bewohnern zum Kreis. Ayvalı (1207), Derecik (1070), Göbel (766) und Kayaarası (691 Einw.) sind die größten Dörfer. 25 Dörfer haben mehr als der Durchschnitt (203) Einwohnern. Nach dem zentralen Landkreis (Merkez) hat der Kreis die zweithöchste Bevölkerungsdichte. Die zweiten Plätze bei Fläche und Einwohnerzahl werden ebenfalls von Tavşanlı belegt.
2013 verloren drei Gemeinden den Status als Belediye und wurden zu Dörfern zurückgestuft (Aliköy, Çukurköy, Gürağaç).

## Sport
Die Stadt Tavşanlı wird durch den Sportverein TKİ Tavşanlı Linyitspor, dem Betriebssportverein der örtlichen Braunkohlewerke, in diversen Sportarten vertreten. Ihre bekannteste und erfolgreichste Sparte ist dabei der Fußball. Hier erlebte der Verein seine erfolgreichste Zeit in den Jahren 2009–2014. Während dieser Zeit stieg der Verein im Sommer 2010 unter dem Trainer Mustafa Reşit Akçay zum ersten Mal in der Vereinshistorie in die TFF 1. Lig, in die 2. türkische Liga, auf. Nach dem Aufstieg spielte die Mannschaft in der Zweitligasaison 2010/11 lange Zeit um den Aufstieg in die Süper Lig mit und verfehlte diesen erst in den letzten Spieltagen. Nach dem Abschied Akçays im Sommer 2011, der trotz seiner Erfolge von der örtlichen Medien heftigen Kritiken ausgesetzt wurde, konnte sich der Verein bis zum Sommer 2014 in der 2. türkischen Liga halten und stieg anschließend innerhalb von zwei Spielzeiten bis in den Amateurbereich ab. Die Spiele der Fußballmannschaft finden im Tavşanlı-Ada-Stadion statt.

## Sehenswürdigkeiten
Etwa zehn Kilometer westlich von Tavşanlı liegt das phrygische Felsmonument von Dikilitaş.

## Persönlichkeiten
- Emre Akdağ (* 1995), türkischer Fußballer
- Onur Atasayar (* 1995), türkischer Fußballer
- Ahmet Daş (* 2000), Fußballtorwart
- Yüksel Gündüz (1937–2023), türkischer Fußballer
- Mustafa Kalemli (* 1943), türkischer Arzt und Politiker
- Orhan Onuk (* 1984), türkischer Fußballer
- Hasan Yaşar (* 1984), türkischer Fußballer